# .press
.press - domena GTLD zaproponowaną w programie New gTLD ICANN. Wnioskodawcą, a obecnie Operatorem Rejestru, jest Radix (DotPress Inc.). Ich wniosek się powiódł i został delegowany do Strefy Root w dniu 31 maja 2014 r.

## Historia

### Umowa podpisana
3 kwietnia 2014 r. Radix otrzymał umowę o rejestrację podpisaną przez ICANN dla .press po przejściu wszystkich wymaganych procesów niezbędnych do zostania operatorem rejestru dla ciągu.

## Delegacja i dostępność
.press został dostępny do głównej strefy DNS w dniu 31 maja 2014 r., kończąc pomyślną aplikację dla ciągu. 